# Новомрясово
Новомря́сово (рос. Новомрясово, башк. Яңы Мерәҫ) — присілок у складі Давлекановського району Башкортостану, Росія. Входить до складу Імай-Кармалинської сільської ради.
Населення — 170 осіб (2010; 144 в 2002).
Національний склад:
- башкири — 96 %